# Bosa
Bosa ist eine italienische Gemeinde mit 7398 Einwohnern (Stand 31. Dezember 2023) in der Provinz Oristano im Westen Sardiniens. Sie liegt etwa zwei Kilometer vom Meer entfernt in einem weiten Tal am Fluss Temo und gehört der Vereinigung I borghi più belli d’Italia (Die schönsten Orte Italiens) an.
Das römische Bosa lag ursprünglich weiter stromaufwärts bei einer hypothetischen phönizischen Siedlung in der Nähe der Kirche San Pietro extra muros. Die römische Stadt gedieh dank des Hafens von Terrida (Bosa Marina), den der Berg Sa Sea vor dem Mistral schützt. Damals lag die Mündung des Temo vor der Isola Rossa, die noch nicht mit dem Festland verbunden war.

## Sehenswürdigkeiten
Die Altstadt mit ihren Straßenschluchten und hohen Häusern wird von der Burgruine des „Castello Malaspina“ aus dem 12. Jahrhundert überragt. Das linke Temo-Ufer säumen alte Gerberhäuser, die langsam verfallen und zum Teil noch auf neue Nutzung warten. Neben den Gassen, Kirchen und Plätzen der Stadt ist die etwas außerhalb gelegene Kirche „San Pietro extra muros“ von 1073 sehenswert.
Olivenhaine und Weinberge prägen das bergige Umland. Der Malvasia di Bosa ist einer der bekanntesten Weine Sardiniens.
In der Nähe von Bosa können einige der letzten Gänsegeier Sardiniens beobachtet werden.
Am Meer liegt der Vorort Bosa Marina, ein beliebter Strand an der sardischen Westküste. Von hier aus fährt im Sommer als touristisches Angebot auf der Bahnstrecke Macomer–Bosa die Schmalspurbahn „Trenino Verde“.

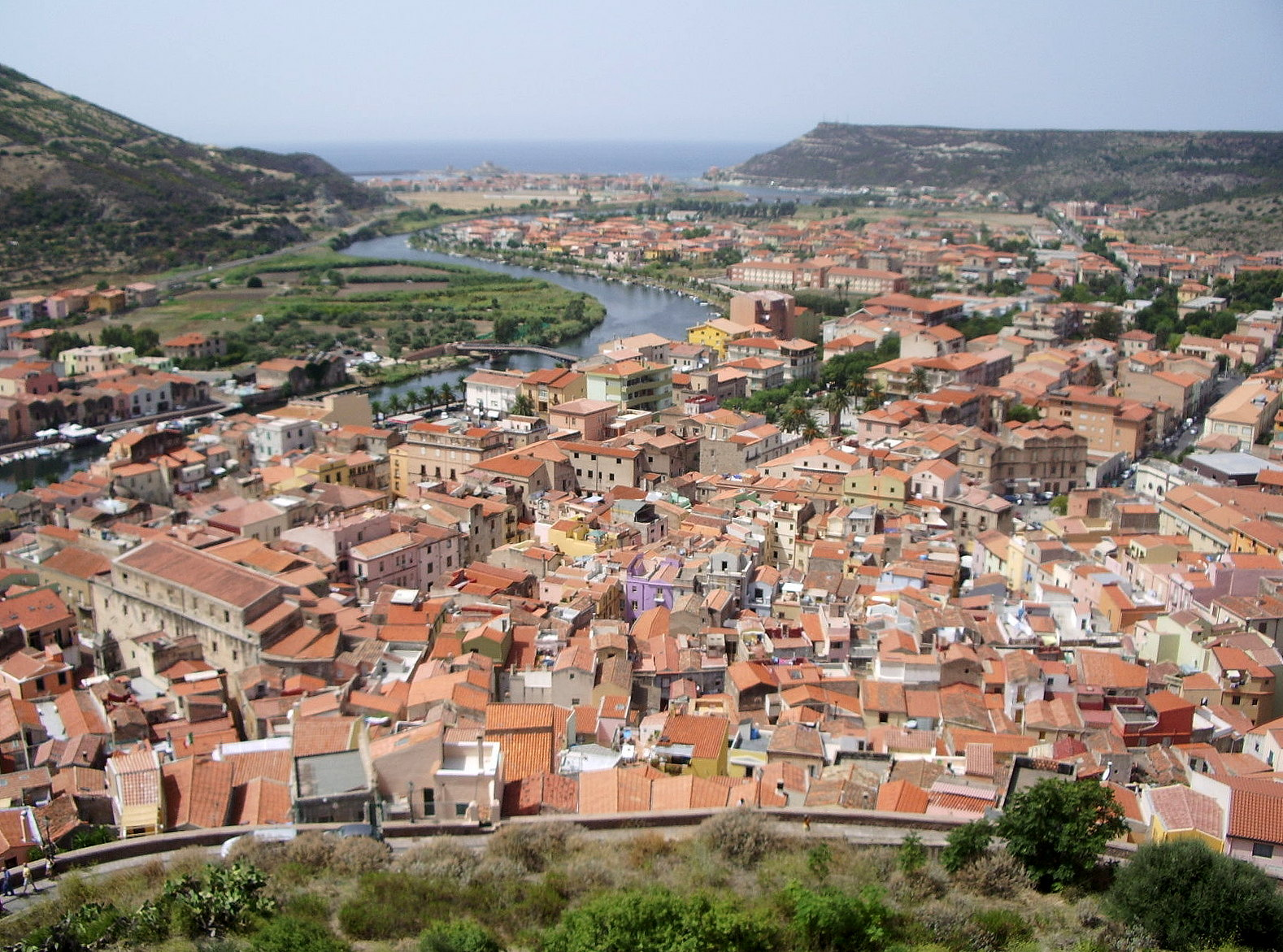
Blick auf die Altstadt
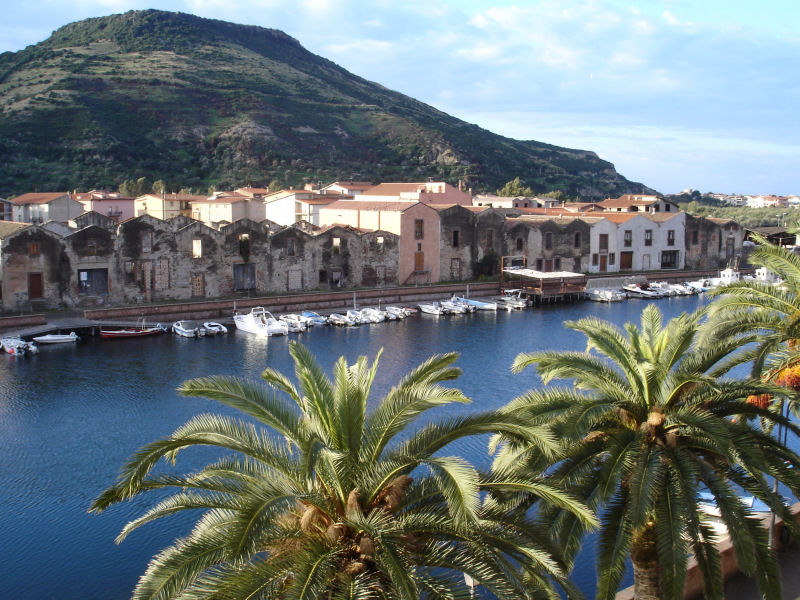
Die alten Gerberhäuser am Temo
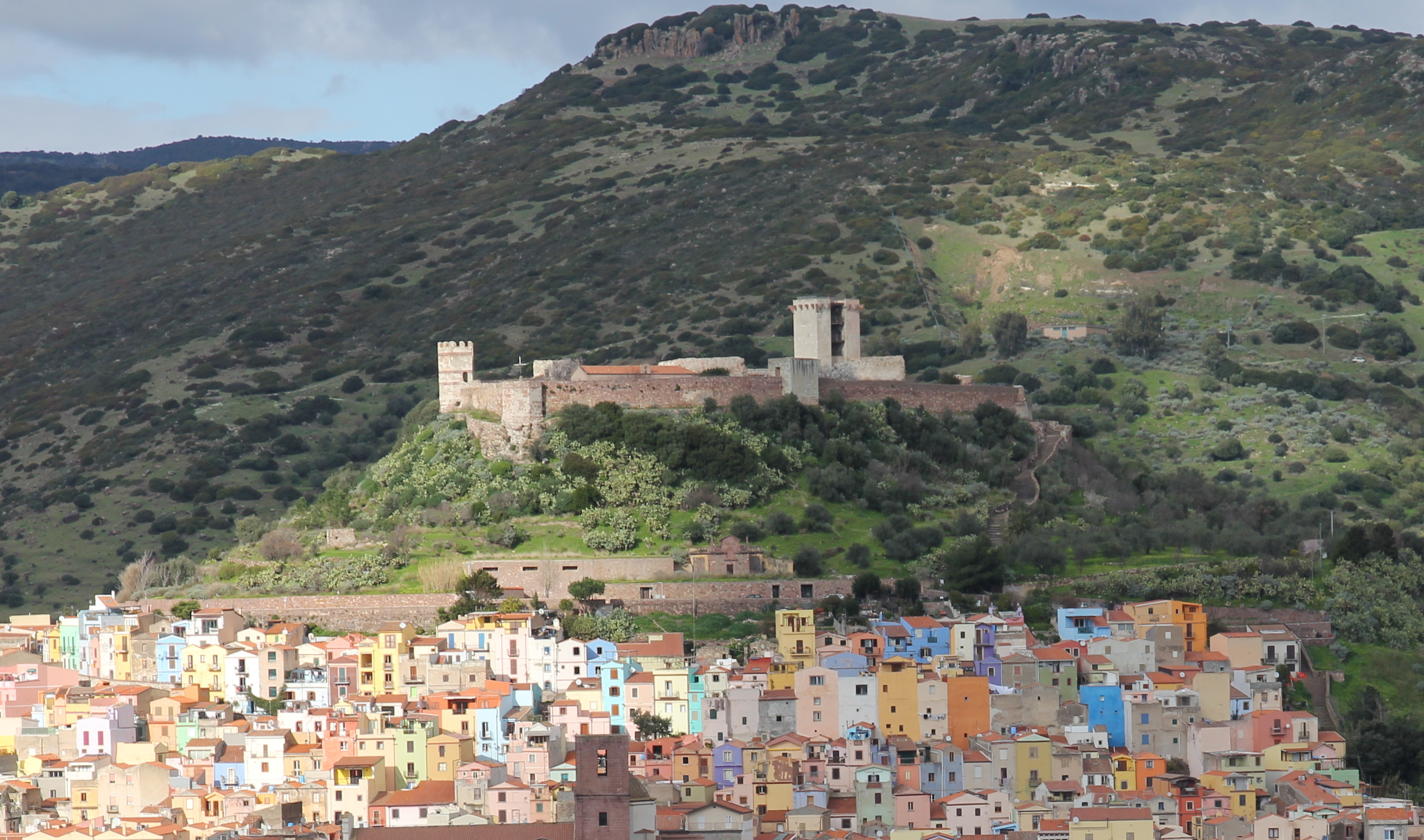
Castello Malaspina über der Stadt
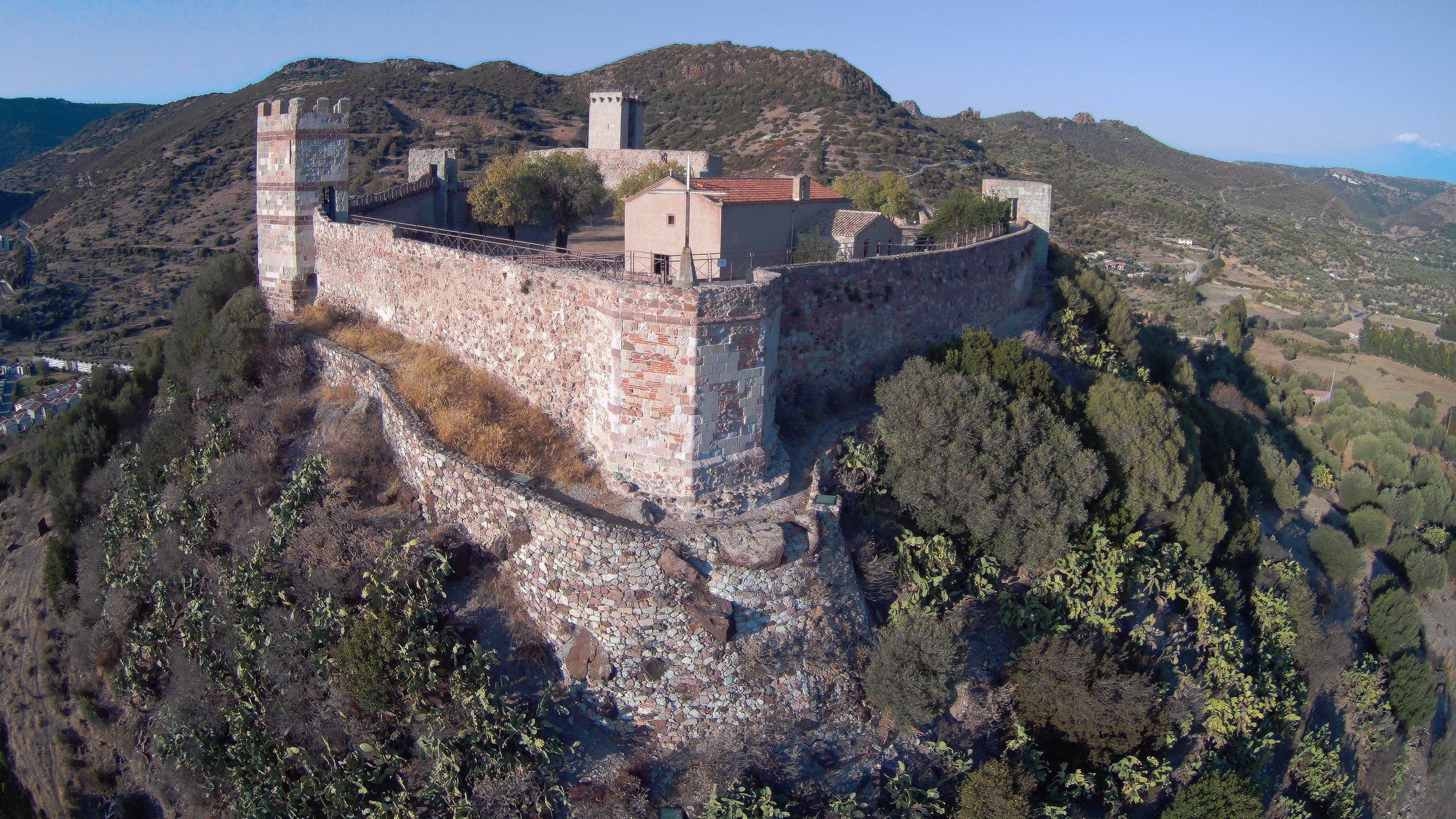
Chiesa di Nostra Signora de Sos Regnos Altos auf der Burg
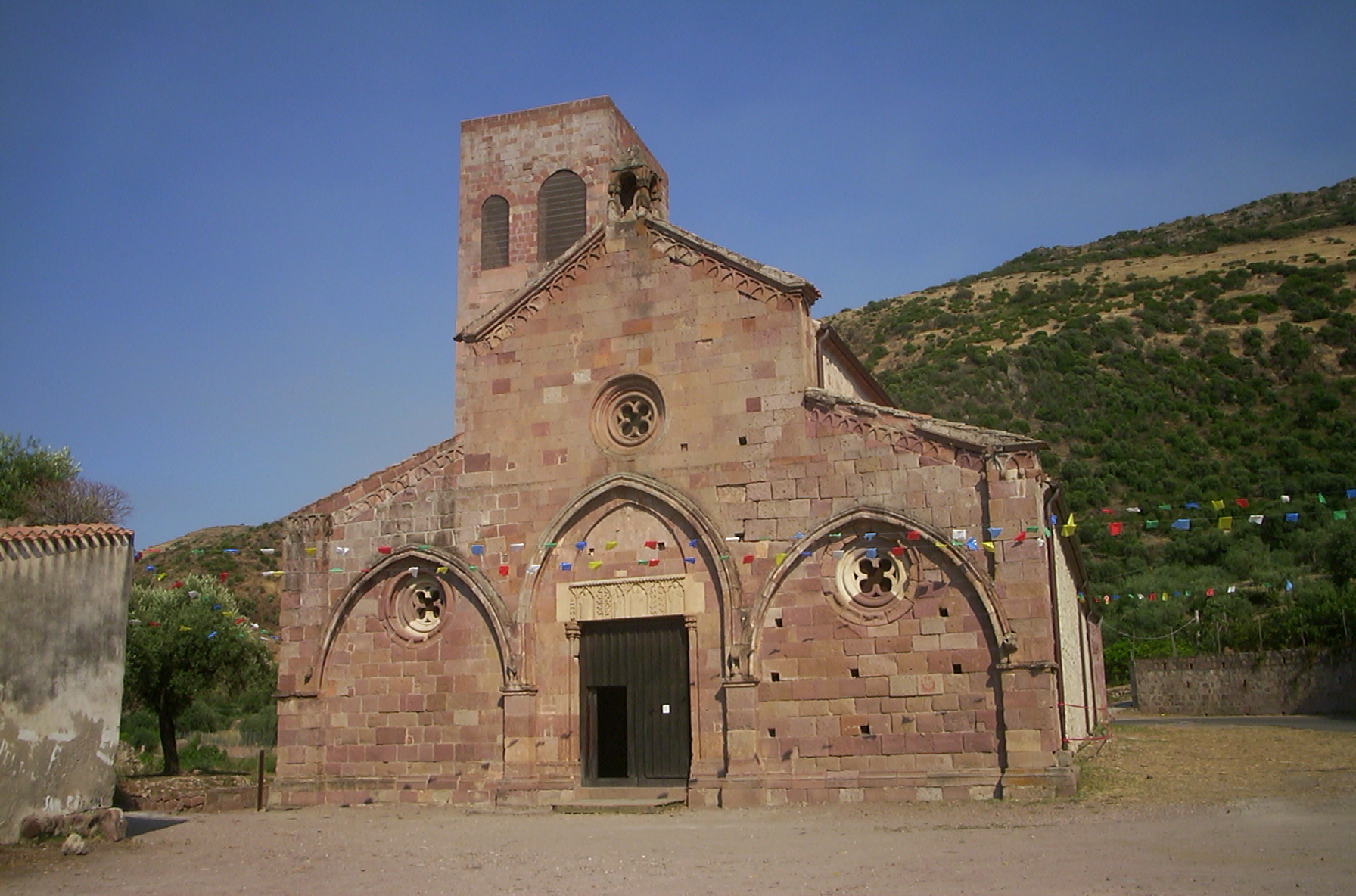
Chiesa di San Pietro extra muros
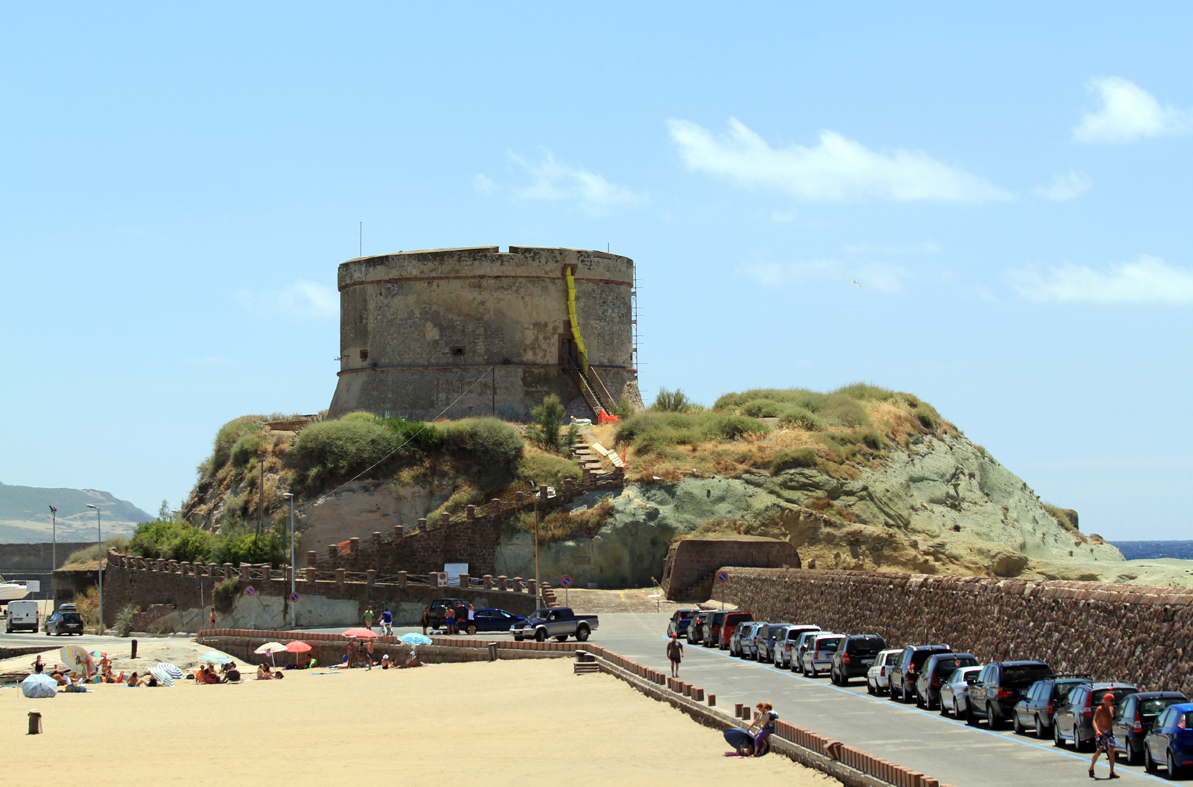
Torre Aragonese in Bosa Marina
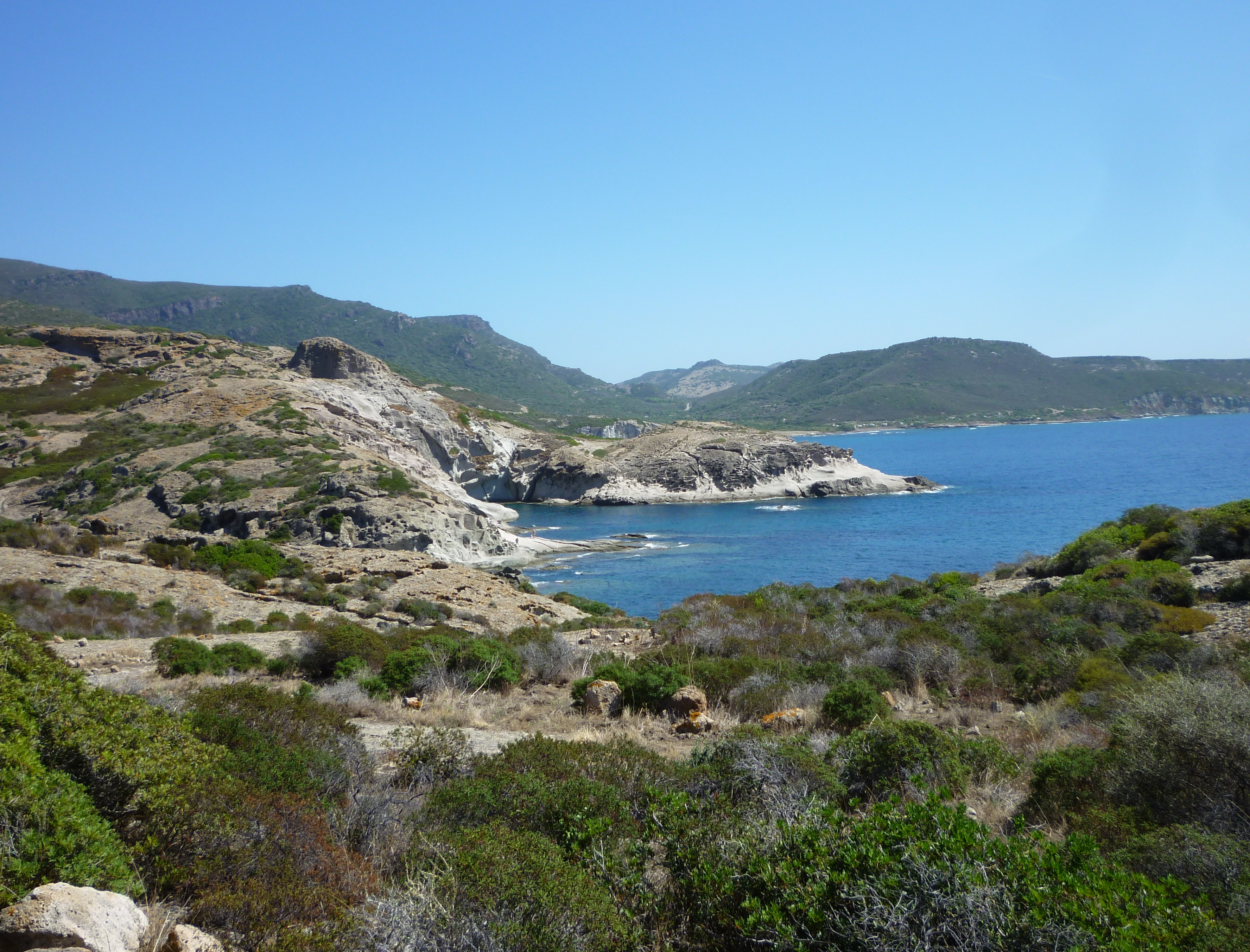
Die Küste bei Bosa